# Przełazy
Przełazy (niem. Seeläsgen) – wieś w Polsce położona w województwie lubuskim, w powiecie świebodzińskim, w gminie Lubrza. Wieś położona nad zachodnim brzegiem jeziora Niesłysz.
W latach 1975–1998 miejscowość położona była w województwie zielonogórskim.

## Zabytki
Do wojewódzkiego rejestru zabytków wpisane są:
- zespół pałacowy[5]
  - pałac, trzykondygnacyjny, neorenesansowy z końca XIX wieku; wzniesiony przez ród Castell. Budowla za sprawą  wież prostokątnych  oraz sześciobocznej, zakończonych krenelażem i innych zdobień stylizowana na zamek. Od frontu, nad wejściem głównym, balkon podparty arkadami po bokach o kolumnach czworobocznych. Nad wejściem od strony ogrodu, do którego prowadzą schody, również balkon oparty na czterech czworobocznych kolumnach. Obecna siedziba Ośrodka Rehabilitacyjno-Wypoczynkowego.
  - park.
- kościół rzymskokatolicki, filialny, pod wezwaniem Podniesienia Krzyża, neogotycka budowla wzniesiona z granitu w 1911 roku.

## Turystyka
Wieś pełniąca głównie funkcje turystyczne. Do 2015 roku istniały dwa duże ośrodki wczasowe:
- Centrum-Promocji i Szkolenia Województwa Lubuskiego (podległe Urzędowi Marszałkowskiemu Województwa Lubuskiego) - sprzedane w 2015 roku prywatnemu właścicielowi z przeznaczeniem na dom spokojnej starości[6].
- Ośrodek Rehabilitacyjno-Wypoczynkowy (podległy Starostwu)

Oprócz tego liczne pola namiotowe i kwatery prywatne. Zaplecze gastronomiczne  i wypożyczalnie sprzętu wodnego.